# Herança por mistura

As flores convergiriam para uma única coloração em poucas gerações se a herança misturasse as características dos dois pais.

A herança por mistura é uma teoria científica obsoleta em biologia do século XIX. A teoria é que a progênie herda qualquer característica como a média dos valores dessa característica dos pais. Como exemplo disso, o cruzamento de uma variedade de flores vermelhas com uma variedade branca da mesma espécie produziria uma descendência com flores rosas.
A teoria da herança por pangênese de Charles Darwin, com contribuições para o óvulo ou espermatozoide de todas as partes do corpo, implicava em herança por mistura. Sua confiança nesse mecanismo levou Fleeming Jenkin [en] a atacar a teoria da seleção natural de Darwin, alegando que a herança por mistura eliminaria qualquer nova característica benéfica antes que a seleção tivesse tempo de agir.
A herança por mistura foi descartada com a aceitação geral da  herança particulada durante o desenvolvimento da genética moderna, depois de aproximadamente 1900.

## História

### Pangênese de Charles Darwin

Diagrama da teoria da pangênese de Charles Darwin. Cada parte do corpo emite partículas minúsculas, as gêmulas, que migram para as gônadas e contribuem para o óvulo fertilizado e, assim, para a próxima geração. A teoria implicava que as mudanças no corpo durante a vida de um organismo seriam herdadas, conforme proposto no lamarckismo, e que a herança seria uma mistura.

Charles Darwin desenvolveu sua teoria da evolução por seleção natural com base na compreensão de processos uniformes na geologia, atuando durante longos períodos de tempo na variação hereditária das populações. Um desses processos era a competição por recursos, como Thomas Malthus havia indicado, levando a uma luta para sobreviver e se reproduzir. Como alguns indivíduos teriam, por acaso, características que lhes permitiriam deixar mais descendentes, essas características tenderiam a aumentar na população. Darwin reuniu muitas linhas de evidência para mostrar que a variação ocorria e que a seleção artificial por meio da reprodução de animais e plantas havia causado mudanças. Tudo isso exigia um mecanismo confiável de hereditariedade.

A teoria da pangênese foi a tentativa de Darwin de fornecer esse mecanismo de herança. A ideia era que cada parte do corpo do pai emitia partículas minúsculas chamadas gêmulas, que migravam pelo corpo para contribuir com os gametas do pai, seus óvulos ou espermatozoides. A teoria tinha um apelo intuitivo, pois as características de todas as partes do corpo, como o formato do nariz, a largura dos ombros e o comprimento das pernas, são herdadas tanto do pai quanto da mãe. Entretanto, ela tinha alguns pontos fracos sérios. Em primeiro lugar, muitas características podem mudar durante a vida de um indivíduo e são afetadas pelo ambiente: os ferreiros podem desenvolver músculos fortes nos braços durante o trabalho, de modo que as gêmulas desses músculos devem ter essa característica adquirida. Isso implica a herança lamarckiana de características adquiridas. Em segundo lugar, o fato de que as gêmulas deveriam se misturar na fertilização implica em herança por mistura, ou seja, a prole seria intermediária entre o pai e a mãe em todas as características. Isso contradiz diretamente os fatos observados da herança, principalmente o fato de que as crianças geralmente são masculinas ou femininas, em vez de serem todas intersexuais, e que características como a cor da flor geralmente reaparecem depois de uma geração, mesmo quando parecem desaparecer quando duas variedades são cruzadas. Darwin estava ciente dessas duas objeções e, portanto, tinha fortes dúvidas sobre a herança por mistura, conforme evidenciado em sua correspondência particular. Em uma carta para Thomas Henry Huxley, datada de 12 de novembro de 1857, Darwin escreveu:
Ultimamente tenho estado inclinado a especular, de forma muito crua e indistinta, que a propagação por fertilização verdadeira acabará sendo uma espécie de mistura, e não uma fusão verdadeira, de dois indivíduos distintos, ou melhor, de inúmeros indivíduos, já que cada progenitor tem seus pais e ancestrais: - Não consigo entender, sob nenhum outro ponto de vista, a maneira pela qual as formas cruzadas remontam, em tão grande medida, às formas ancestrais”.

A herança por mistura leva ao nivelamento médio de todas as características, o que, conforme apontado pelo engenheiro Fleeming Jenkin, tornaria a seleção natural impossível se a mistura fosse o mecanismo de herança.

Em uma carta a Alfred Russel Wallace, datada de 6 de fevereiro de 1866, Darwin mencionou a realização de experimentos de hibridização com plantas de ervilha, não muito diferentes daqueles feitos por Gregor Mendel, e, como ele, obteve variedades segregantes (não misturadas), refutando efetivamente sua teoria da pangênese com a mistura:
Acho que você não entendeu o que eu quis dizer com a não combinação de certas variedades. Isso não se refere à fertilidade; um exemplo que explicarei. Cruzei ervilhas-de-cheiro Painted Lady e Purple, que são variedades de cores muito diferentes, e obtive, até mesmo da mesma vagem, ambas as variedades perfeitas, mas não intermediárias. Acho que algo desse tipo deve ocorrer pelo menos com suas borboletas e as três formas de Lythrum, embora esses casos sejam tão maravilhosos na aparência. Não sei se eles são realmente mais maravilhosos do que todas as fêmeas do mundo que produzem descendentes masculinos e femininos distintos...
A herança por mistura também era claramente incompatível com a teoria da evolução por seleção natural de Darwin. O engenheiro Fleeming Jenkin usou esse fato para atacar a seleção natural em sua análise de 1867 da obra de Darwin, A Origem das Espécies. Jenkin observou que, se a herança fosse por mistura, qualquer característica benéfica que pudesse surgir em uma linhagem teria se “misturado” muito antes que a seleção natural tivesse tempo de agir. O biólogo evolucionista Richard Dawkins comentou que a herança por mistura era observavelmente errada, pois implicava que cada geração seria mais uniforme do que a anterior, e que Darwin deveria ter dito isso a Jenkin. O problema não era com a seleção natural, mas com a mistura e, na opinião de Dawkins, Darwin deveria ter se contentado em dizer que o mecanismo de herança era desconhecido, mas certamente não era uma mistura.

### Substituição pela herança mendeliana

Um quadro de Punnett para um dos experimentos com ervilhas de Mendel - a autofecundação da geração F1 - mostra que a herança é particulada, e não por mistura.

A herança por mistura foi descartada pela eventual aceitação generalizada, após sua morte, da teoria de  herança particulada de Gregor Mendel, que ele havia apresentado em Versuche über Pflanzen-Hybriden (1865). Em 1892, August Weismann apresentou a ideia de um material hereditário, que ele chamou de  plasma germinativo, confinado às gônadas e independente do restante do corpo. Na visão de Weismann, o plasma germinativo formava o corpo, mas o corpo não influenciava o plasma germinativo, exceto indiretamente pela seleção natural. Isso contradizia tanto a pangênese de Darwin quanto a herança lamarckiana. O trabalho de Mendel foi redescoberto em 1900 pelo geneticista Hugo de Vries e outros, logo confirmado no mesmo ano por experimentos de William Bateson. A herança mendeliana com alelos segregantes e particulados passou a ser entendida como a explicação para características discretas e continuamente variáveis.